# Alex Chandon
Alex Chandon (Londra, 3 novembre 1968) è un regista e sceneggiatore britannico.

## Biografia
Chandon inizia a dirigere dei cortometraggi horror intitolati Chainsaw Scumfuck (1988), Drillbit (1991) e Bad Karma (1992); Drillbit e Bad Karma si contraddistinguono, in particolare, per la presenza di molti cantanti della scena anarcho punk britannica tra cui Carmel McCourt e i componenti dei The Apostles Dan McIntyre, William "Bill" Corbett e Julian Portinari. Nel 1995 dirige insieme a Josh Collins The Perv Parlor, a cui fa seguito due anni più tardi Pervirella.
Nel 1999 comincia a collaborare con i Cradle of Filth girando il videoclip di From the Cradle to Enslave e l'home video Cradle of Filth: Pandaemonaeon, l'anno successivo è l'autore anche del video musicale di Her Ghost in the Fog (dall'album Midian), e nel 2001 gira i videoclip di tre brani inseriti nell'album Bitter Suites to Succubi; sempre nel 2001, realizza l'horror Cradle of Fear che ha come protagonista Dani Filth, membro dello stesso gruppo. L'acclamato cortometraggio Borderline (2006), tra i vari riconoscimenti ricevuti, gli frutta il Premio Saatchi come miglior regista esordiente al Festival di Cannes 2007.
Nel 2011 scrive e dirige Inbred, vincitore dell'Anello d'oro Ravenna Nightmare Film Fest 2012.

## Filmografia

### Regista
- Chainsaw Scumfuck (cortometraggio) (1988)
- Bad Karma (cortometraggio) (1991)
- Drillbit (cortometraggio) (1992)
- The Perv Parlor (1995)
- Pervirella (1997)
- Night Pastor (cortometraggio) (1998)
- Cradle of Filth: Pandaemonaeon (1999)
- Cradle of Fear (2001)
- Borderline (cortometraggio) (2006)
- Inbred (2011)

### Sceneggiatore
- Chainsaw Scumfuck (cortometraggio), regia di Alex Chandon (1988)
- Bad Karma (cortometraggio), regia di Alex Chandon (1991)
- The Perv Parlor, regia di Alex Chandon (1995)
- Pervirella, regia di Alex Chandon (1997)
- Siamese Cop, regia di Paul Morris (1998)
- Cradle of Fear, regia di Alex Chandon (2001)
- Teleportal (cortometraggio), regia di Paul Shrimpton (2010)
- Inbred, regia di Alex Chandon (2011)
- The Sleeping Room, regia di John Shackleton (2014)

## Video musicali
- From the Cradle to Enslave, Cradle of Filth (1999)
- Her Ghost in the Fog, Cradle of Filth (2000)
- Born in a Burial Gown, Cradle of Filth (2001)
- No Time to Cry, Cradle of Filth (2001)
- Scorched Earth Erotica, Cradle of Filth (2001)
- Insect, Mainstream Distortion (2007)
- KONFAB, Runonsentence (2008)
- It's So Cold, The Dark Poets (2010)
- Endless Zoom, The Dark Poets (2010)
- Sarah's Tribute to Oscar Wilde, The Dark Poets (2010)